# تشومة خزعلية (حسيني)
تشومة خزعلية (بالفارسية: چومه خزعلیه) هي منطقة سكنية تقع في إيران في قسم حسيني الريفي. يقدر عدد سكانها بـ 59 نسمة بحسب إحصاء 2016.